# 刺尾蜂鸟属
刺尾蜂鸟属（学名：Discosura）是雨燕目蜂鸟科的一个属，包含以下5个物种：
- 绿刺尾蜂鸟 Discosura conversii
- 翎冠刺尾蜂鸟 Discosura popelairii
- 黑腹刺尾蜂鸟 Discosura langsdorffi
- 铜色刺尾蜂鸟 Discosura letitiae
- 扇尾蜂鸟 Discosura longicaudus